# Jesús Martínez Díez
Jesús Martínez Díez (* 7. Juni 1952) ist ein ehemaliger mexikanischer Fußballspieler auf der Position des Verteidigers. 

## Leben
Es sind kaum verlässliche Daten über Jesús Martínez erhältlich. Bekannt ist lediglich, dass er in der zweiten Hälfte der 1970er Jahre für den CF Laguna und den Club América spielte. 
Auch seine Nationalmannschaftskarriere verlief außergewöhnlich. Denn Martínez absolvierte nur zwei Länderspiele, die er aber beide über die volle Distanz bei der Fußball-Weltmeisterschaft 1978 gegen Tunesien (1:3) und Deutschland (0:6) bestritt. 